# Växjö SK
Växjö SK, pełna nazwa Växjö Schackklubb – szwedzki klub szachowy z siedzibą w Växjö.

## Historia
Klub został założony 7 listopada 1924 roku. Klub występował w Division I, jednak w 1972 roku spadł z ligi, następnie w 1979 roku spadł do Division III, a w roku 1984 – do Division IV. W 1987 roku Växjö SK awansował na trzeci poziom rozgrywek. W sezonie 1990/1991 zespół uzyskał awans do drugiej ligi (wówczas jako Division I). W sezonie 2001/2002 nastąpił spadek klubu do niższej ligi. W 2013 roku klub przegrał baraże o awans do drugiej ligi (Superettan), a rok później awansował bezpośrednio. W 2019 roku klub uzyskał awans do Elitserien. Sezon 2019/2020 Växjö SK zakończył na trzecim miejscu w Elitserien, za Stockholms SS i Lunds ASK. W składzie drużyny znajdowali się wówczas m.in. Jurij Sołodowniczenko, Petro Gołubka i Johan-Sebastian Christiansen. W sezonie 2021/2022 nastąpił spadek klubu z Elitserien. Sezon później klub awansował do najwyższej klasy rozgrywkowej. W sezonie 2023/2024 zespół zajął piątą pozycję w Elitserien.

## Arcymistrzowie w historii klubu
- Johan-Sebastian Christiansen[17]
- Petro Gołubka[13]
- Tiger Hillarp Persson[18]
- Jurij Sołodowniczenko[17]
- Andrij Sumiec[18]